# Плодоїд цитриновогрудий
Плодоїд цитриновогрудий (Pipreola lubomirskii) — вид горобцеподібних птахів родини котингових (Cotingidae). Мешкає в Андах.

## Опис

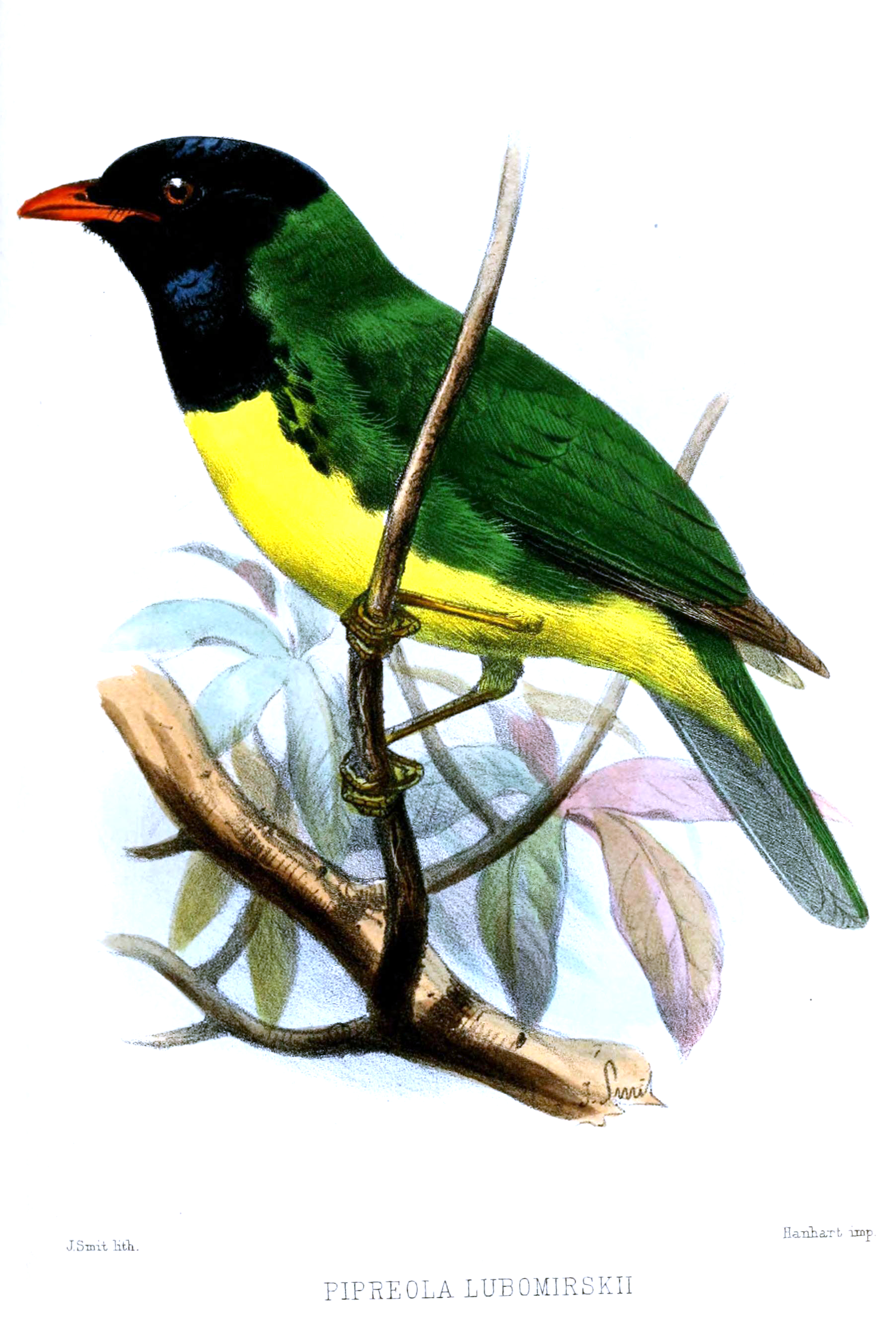
Цитриновогрудий плодоїд

Довжина птаха становить 17-18 см. У самців голова, горло і верхня частина грудей чорні, верхня частина тіла яскраво-зелена, нижня частина тіла жовтувато-зелена, боки плямисті. У самиць голова і верхня частина тіла яскраво-зелені, на нижній частині тіла жовті і зелені смуги. Райдужки жовті, дзьоб рожевувато-оранжевий, лапи зеленувато-сірі.

## Поширення і екологія
Цитриновогруді плодоїди мешкають на східних схилах Анд на півдні Колумбії, в Еквадорі і Перу (Кахамарка). Вони живуть в середньому ярусі вологих гірських тропічних лісів, на висоті від 1200 до 2300 м над рівнем моря. Живляться плодами.